# Thomas Sadoski
Thomas Sadoski (ur. 1 lipca 1976 w Bethany) – amerykański aktor teatralny, filmowy i telewizyjny.

## Życiorys
Urodził się w Bethany w stanie Connecticut. Ze strony ojca jest pochodzenia polskiego, szwedzkiego i angielskiego, a ze strony matki ma pochodzenie włoskie i niemieckie. W 1980 wraz z rodziną przeprowadził się do College Station w Teksasie. Przez jeden semestr studiował na University of North Texas. Ukończył szkołę aktorską Circle in the Square Theatre School.
W 2004 debiutował na Broadwayu, grając męża Mary-Louise Parker w uznanej przez krytyków sztuce Reckless. W 2009 rola w Reasons To Be Pretty przyniosła mu m.in. nominację do nagrody Tony dla najlepszego aktora. Zagrał następnie w The House of Blue Leaves i Other Desert Cities. Pojawił się także w różnych spektaklach na Off-Broadwayu. Był wyróżniany nagrodami Lucille Lortel Award i Obie Awards.
W 2000 zadebiutował w młodzieżowej komedii romantycznej Frajer w reżyserii Amy Heckerling z Jasonem Biggsem, Meną Suvari i Gregiem Kinnearem. Występował w pojedynczych epizodach różnych seriali. W latach 2012–2014 grał jedną z głównych ról jako Don Keefer Newsroom.

## Życie prywatne
2 lipca 2006 ożenił się z Kimberly Hope. Małżeństwo zakończyło się rozwodem w 2015. 12 marca 2017 poślubił aktorkę Amandę Seyfried, z którą ma córkę Ninę (ur. 2017) i syna Thomasa (ur. 2020).

## Wybrana filmografia

### Filmy fabularne
- 2000: Frajer jako Chris
- 2002: Zimowe przesilenie jako Chris Bender
- 2003: Szczęście na kredyt jako Scott
- 2004: Company K jako kapral Richard Mundy
- 2008: The New Twenty jako Feliz Canavan
- 2012: 30 Beats jako Julian
- 2014: Dzika droga jako Paul
- 2014: John Wick jako oficer Jimmy
- 2017: John Wick 2 jako oficer Jimmy

### Seriale TV
- 2005: Prawo i porządek jako Robert Barnes
- 2007: As the World Turns jako Jesse Calhoun
- 2007: Prawo i porządek: Zbrodniczy zamiar jako Patrick Cardell
- 2009: Brzydula Betty jako Patrick
- 2009: Prawo i porządek: sekcja specjalna jako Joe Thagard
- 2012: Newsroom jako Don Keefer
- 2013: Prawo i porządek: sekcja specjalna jako Nate Davis
- 2015: Incydent jako Gary
- 2015: Scenki z życia jako Matt
- 2020: Tommy jako Buddy Gray